# Izvor termal

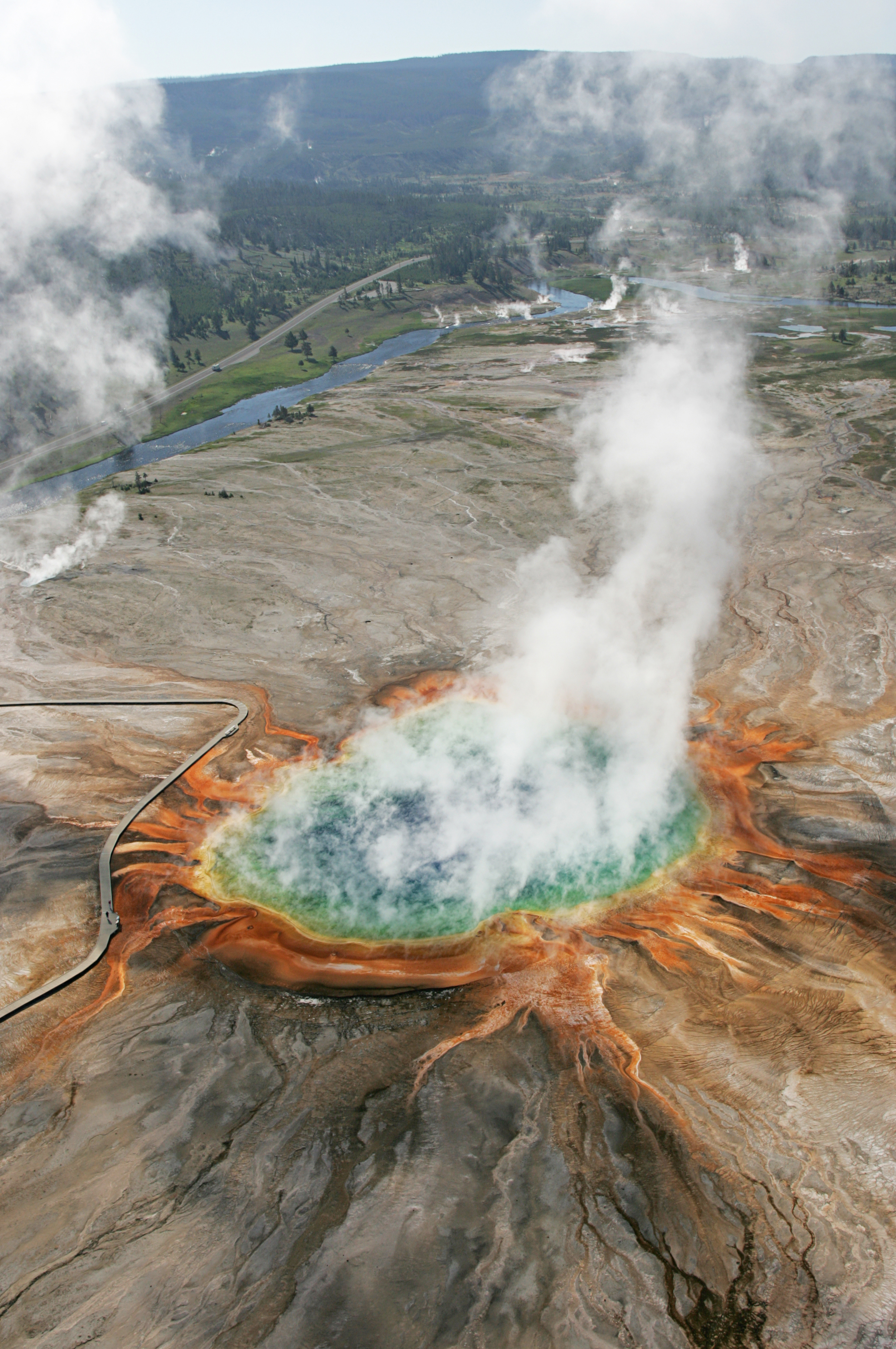
arele Izvor prismatic și Midway Geyser Basin din Parcul Național Yellowstone

Izvorul termal este un izvor natural, cu temperatura apei ce depășește temperatura medie a locului geografic fiind unul din rezultatele proceselor vulcanismului. De regulă, temperatura acestei ape variază între 20 și 63 de grade Celsius.
După conținutul apei în săruri minerale, un izvor termal poate fi:
1. izvor cu apă sulfuroasă
2. izvor cu apă clorurată (clorură de sodiu)
3. izvor cu apă carbonatată
4. izvor cu ape radioactive
5. izvor mineral cu apă rece

S-ar mai putea clasifica izvoarele și după temperatura apei, prin conținutul apei în săruri, aceste ape au un efect terapeutic asupra organismului. 
Băile romane descoperite prin cercetări arheologice dovedesc faptul că deja în antichitate efectul apelor termale era cunoscut deja de romani.
Aceste ape termale iau naștere la diferite adâncimi în regiunile cu activitate vulcanică, unde apa încălzită și îmbogățită cu săruri minerale ajunge la suprafață.

## Izvoare termale din România
Sunt locuri care au devenit Stațiuni balneare ca:
1. Băile Herculane era cunoscută deja de romani
2. Băile Felix stațiune situată lângă Oradea
3. Băile Sovata la 60 km de Târgu Mureș
4. Călimănești - Căciulata pe Valea Oltului
5. Băile Olănești pe Valea Tisei (un afluent al Oltului)
6. Băile Govora lângă Râmnicu Vâlcea
7. Băile Tușnad la 32 km de Miercurea Ciuc
8. Geoagiu-Băi, la 46 km de Deva